# Caenopteris odontites
Caenopteris odontites là một loài dương xỉ trong họ Aspleniaceae. Loài này được Thunb. mô tả khoa học đầu tiên năm 1795.
Danh pháp khoa học của loài này chưa được làm sáng tỏ. 